# Vomit comet

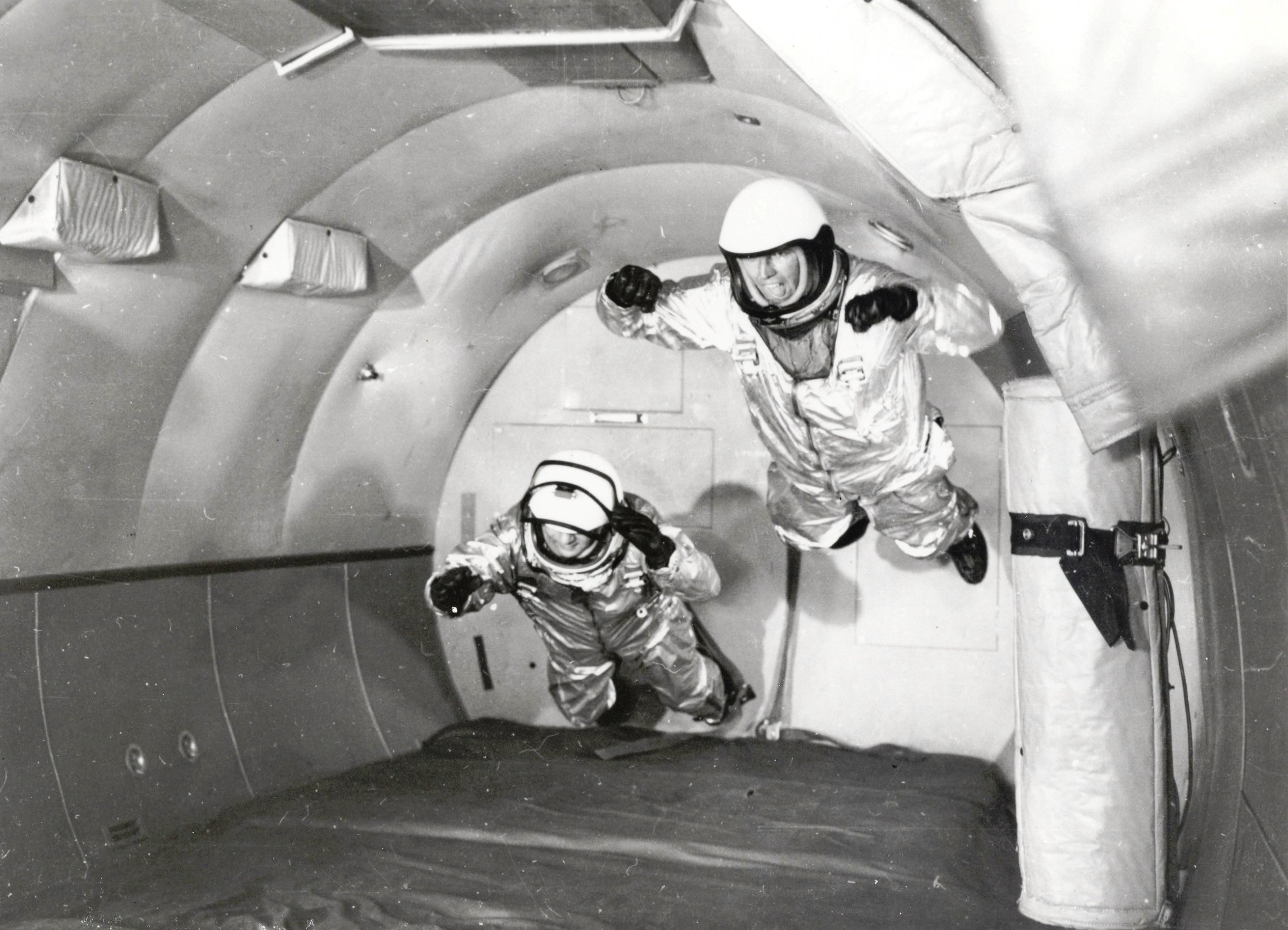
Astronauten in opleiding voor het Mercuryprogramma, 1959

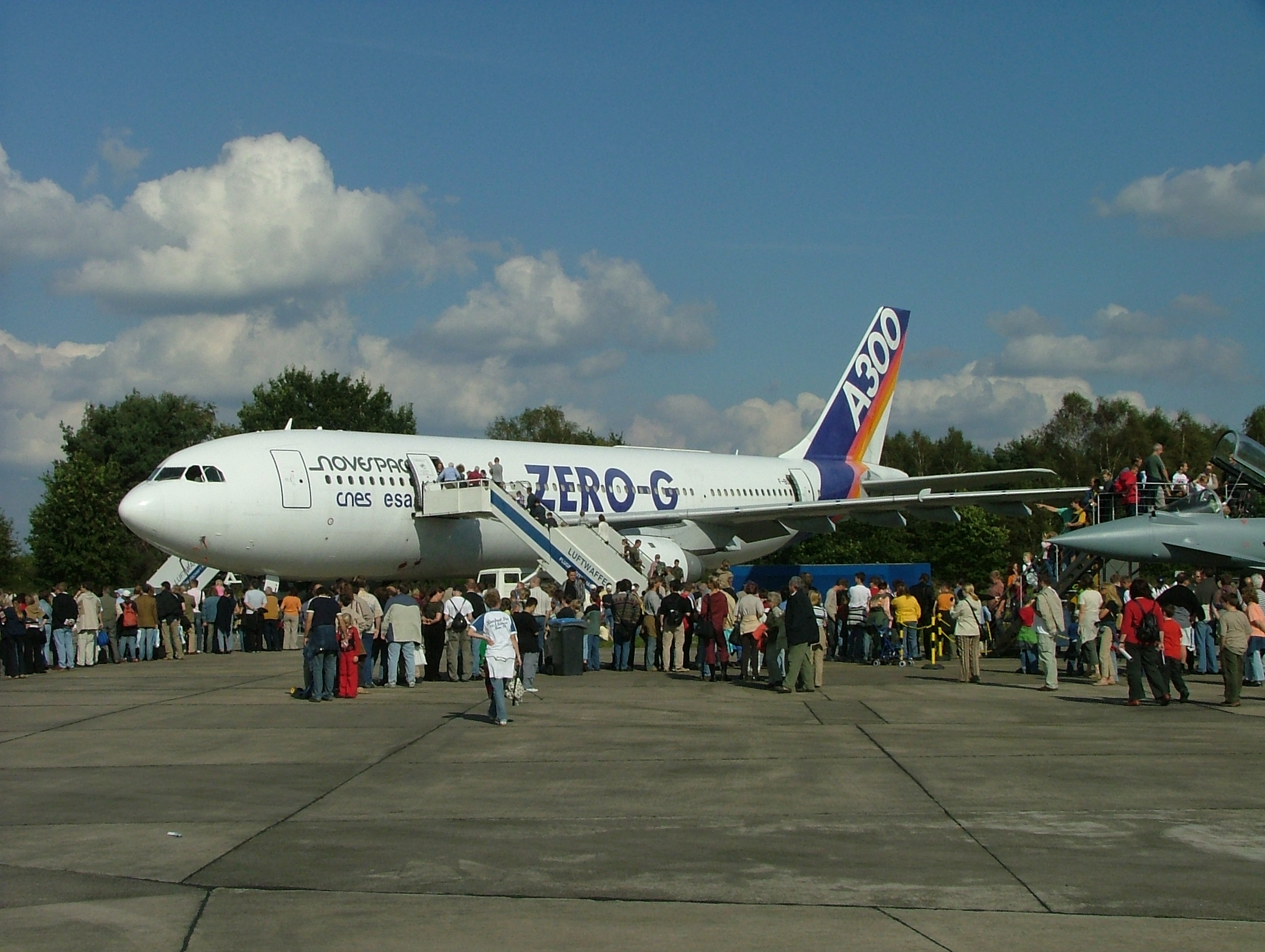
De Airbus A300 Zero G op het vliegveld van Keulen

Een vomit comet ("kotskomeet") is een vliegtuig dat gebruikt wordt om tijdelijke gewichtsloosheid te veroorzaken. Doorgaans gebeurt dit om astronauten op te leiden of voor gedragsonderzoek. Hiervoor zijn in de loop der tijd verschillende typen vliegtuigen gebruikt, onder andere door NASA. De officieel goedgekeurde bijnaam was “The Weightless Wonder”, maar die sloeg uiteindelijk minder aan.
Het vliegtuig veroorzaakt gewichtloosheid door een parabolisch vluchtpad te volgen. De versnelling is dan hetzelfde als die van een voorwerp in vrije val. De voorwerpen en mensen in het vliegtuig hoeven dus geen kracht op elkaar of op het vliegtuig uit te oefenen. Hierdoor zijn ze feitelijk gewichtloos.
Meestal wordt een dergelijk vliegtuig gebruikt om astronauten op te leiden. In elke 65 seconden durende cyclus ervaren zij ongeveer 25 seconden van gewichtloosheid. Dit alles veroorzaakt vaak misselijkheid, vooral bij beginners, en dat geeft het vliegtuig deze bijnaam. Mensen die gebruik maken van het vliegtuig krijgen daarom voorafgaand aan de vlucht vaak een pil of injectie met Scopolamine toegediend, een stof die ook wordt gebruikt tegen misselijkheid als gevolg van reisziekten. Astronauten die voor maanwandelingen werden opgeleid deden vergelijkbare vluchten met 1/6 g om de zwaartekracht op de maan te simuleren.
NASA heeft vele jaren parabolische vluchten uitgevoerd met verschillende vliegtuigtypen. In 1959 werden astronauten van het Mercuryprogramma opgeleid in een Convair C-131 Samaritan die als eerste de naam “Vomit Comet” kreeg. Recenter gebruikte NASA twee Boeing KC-135 Stratotankers. Een van deze toestellen, de KC-135A met het nummer NASA 930, werd ook gebruikt bij het maken van opnamen voor de film Apollo 13. Dat vliegtuig werd buiten dienst gesteld in 2000 en is nu tentoongesteld vlak bij het Johnson Space Center. Het andere toestel werd tot december 2004 gebruikt. Een McDonnell Douglas DC-9B Skytrain II, die vroeger voor KLM en voor de US Navy vloog, verving deze machines in 2005. Datzelfde jaar startte de “Zero Gravity Corporation” met commerciële parabolische vluchten. Ze deden dat zowel voor onderzoekers als voor avontuurlijke toeristen en gebruikten daar Boeings 727 voor.
In Europa hebben zowel ESA als CNES soortgelijke vluchten uitgevoerd, onder andere met een KC-135 van NASA, met een Caravelle, een Iljoesjin Il-76 MDK en het recentst met een Airbus A300 die bekendstond als Zero-G en vanaf de luchthaven Bordeaux-Mérignac in Frankrijk opereerde. In 2014 is dit vliegtuig vervangen door een Airbus A310, de vluchten worden uitgevoerd door Novespace. 